# Павлишин, Иван Иванович
Иван Иванович Павлишин (укр. Іван Іванович Павлишин; 16 мая 1994, Заверешица — 20 декабря 2022, Бахмут) — украинский военнослужащий, старший сержант, участник российско-украинской войны. Герой Украины (2023, посмертно).

## Биография
Родился 16 мая 1994 года в селе Заверешица Львовской области. Окончил Заверещицкий учебно-воспитательный комплекс «Берегиня» и Львовский профессиональный лицей железнодорожного транспорта.
С 2013 года проходил службу в 24-й отдельной механизированной бригаде имени короля Даниила. Начинал как механик-водитель танка, затем стал разведчиком. С 2014 года участвовал в боевых действиях на востоке Украины, включая освобождение Ямполя, Закотного, Лисичанска и другие операции в Луганской области. С началом полномасштабного вторжения России в Украину в 2022 году принимал участие в боях за Попасную, где получил ранение в глаз. После лечения вернулся на фронт.
Погиб 20 декабря 2022 года в бою на окраине города Бахмут Донецкой области.

## Награды
- Звание «Герой Украины» с удостоением ордена «Золотая Звезда» (29 сентября 2023, посмертно) — за личное мужество и героизм, проявленные в защите государственного суверенитета и территориальной целостности Украины, верность военной присяге.
- Орден «За мужество» I степени (4 июля 2022) — за личное мужество и самоотверженные действия, проявленные в защите государственного суверенитета и территориальной целостности Украины, верность военной присяге, образцовое исполнение служебного долга.
- Орден «За мужество» II степени (10 октября 2019) — за личное мужество и самоотверженные действия, проявленные в защите государственного суверенитета и территориальной целостности Украины.
- Орден «За мужество» III степени (27 июня 2015, посмертно) — за личное мужество и самоотверженные действия, проявленные в защите государственного суверенитета и территориальной целостности Украины, верность военной присяге.